# Adam von Pfuel

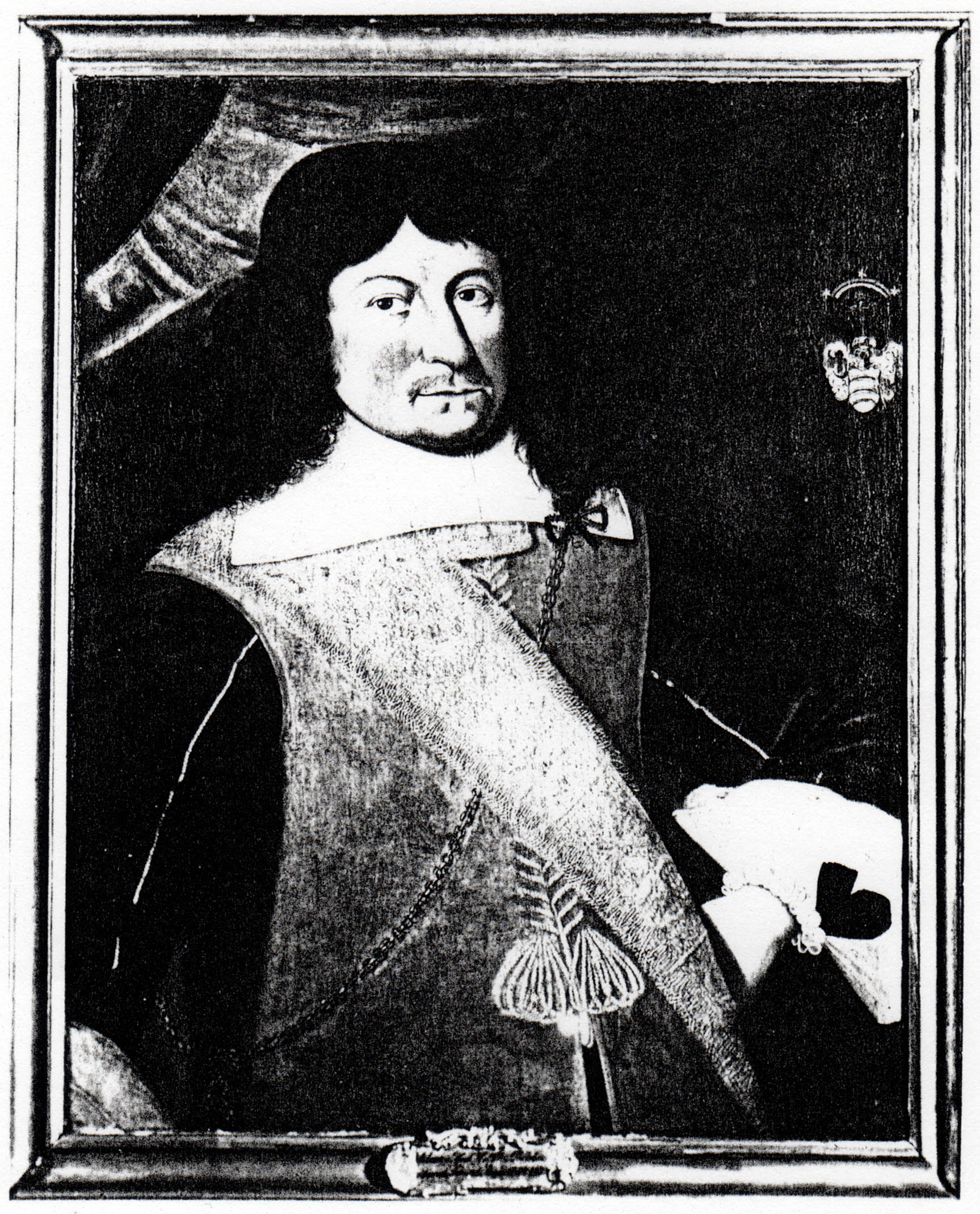
Adam von Pfuel

Adam von Pfuel (* 1. September 1604 in Vichel; † 5. Februar 1659 in Helfta) war ein General erst in schwedischem sowie später Geheimer Kriegsrat und General-Kriegskommissar in dänischem Dienst.

## Leben
Adam von Pfuel stammte aus dem alten in Jahnsfelde in der Märkischen Schweiz ansässigen Adelsgeschlecht von Pfuel. Er war der Sohn von Adam I. von Pfuel (1562–1626) und der Barbara von Burgsdorff (1569–1622) auf Vichel. Durch seine Mutter war er mit dem jungen Kurfürsten Friedrich Wilhelm verwandt.
Während des Dreißigjährigen Kriegs führte Pfuel 1634 als Kommandeur eines schwedischen Regiments, einen selbständigen Zug nach Thüringen und deckte die Flanke des angreifenden Heeres. Auf diesem Zuge war es, wo sich der damals noch jugendliche Georg von Derfflinger seine ersten Sporen im Pfuelschen Regiment verdiente. Später stieg Pfuel zum Avantgardenführer des schwedischen Heeres auf und eroberte sich als solcher den allerdings zweifelhaften Ruhm, 800 böhmische Dörfer niedergebrannt zu haben.
Befördert zum General nach Johan Banérs Tod war es Pfuel, der in Gemeinschaft mit einigen anderen Generälen, die Schlacht bei Wolfenbüttel schlug. 1654 kaufte Pfuel den Ort Polleben für vierzehntausend Taler und sechstausend Gulden.
Er wurde am 27. April 1659 in einer Gruft der St. Stephani-Kirche in Polleben beigesetzt.
Die Grabschrift lautet:

„SPIRITUS. HEROIS. PFUHLII. SUPER. ASTRA. MEAVIT.

OSSA. TENET. BUSTUM. NOMEN. IN. ORBE. VOLAT.
Adam von Pfuel liegt hier in dieser Gruft begraben.

Ein ausgerüster Mann mit sonderbaren Gaben.

Der Klugheit, Wissenschaft und deutschen Tapferkeit, und was der selben folgt.

Dadurch er weit und breit Sich hat bekannt gemacht.

Wie dieser ….iedermann mit Grund der Wahrheit Ihm zum Ruhm nachsagen kann.

Doch hat dies alles nicht mögen wiederstehen des Todes Grausamkeit.

Drum hat er müssen gehen ins Grab.

Der Seele nach ist er im Himmel droben Geniesset all da Freud.

Verlacht der Neider toben.“

Adam von Pfuel war der Bruder von Catharina Elisabeth von Pfuel, Frau des Johan Banér (1596–1641), schwedischer Feldmarschall und Oberbefehlshaber der schwedischen Truppen im Heiligen Römischen Reich im Dreißigjährigen Krieg. Seine Schwester Maria Hedwig war mit Christoph Ludwig von Thümen zu Gallun verheiratet.

## Nachkommen
Adam heiratete 1640/1641 Helene Johanna von Kerssenbrock (Kersenbruch) a. d. H. Barntrup (* 26. April 1614 in Helfta; † 26. Oktober 1661 in Helfta; ▭ (4./5.) Februar 1662 in der Kirche St. Stephani, Polleben), Tochter von Georg von Kerssenbrock (–1624) und Margarethe von Canstein (1582–1639). Aus der Ehe entstammen mehrere Kinder:
- Adam Friedrich (* 11. Mai 1643; † um 1707), Oberst ⚭ Catharina Maria von Heimann
- Georg Ehrenreich (* 30. Dezember 1646), lippischer Landdrost  ⚭ N.N. (Eltern von Ludwig Dietrich von Pfuhl)
- Barbara Margaretha (* 3. August 1649; † 19. Juni 1695 in Walbeck); ⚭ (14. Oktober 1664) Friedrich Casimir Herr zu Eltz (* 20. April 1634 in Rethmar; † 31. Mai in 1682 Clausthal)
- Gustav Mordian (* 27. Juli 1650; † 1709), Oberst
- Margarete Gottliebe (1652–1672) ⚭ Hans Georg (III.) von Ribbeck (1639–1703), Landschaftsdirektor
- Johann Gottlieb (* 17. März 1652/53; † 30. Dezember 1681) Oberstleutnant
- Adam Otto Christoph (* 7. November 1655; † 18. Mai 1685 in Halle) ⚭ (16. Februar 1681/1682) Hedwig Elisabeth von Hagen-Wimmelburg (* 24. Mai 1658 in Eisleben; † 12. September 1700)
- Anna Helene (* 4. Oktober 1656; † 8. Juli 1670)
- Heinrich, schwedischer Major ⚭ Katharina Elisabeth von Königsmarck
- Magdalena Eleonora ⚭ Joachim Friedrich von Flanß, Kommissar des Ruppinschen Kreises, Erbherr auf Baumgarten